# 개정초등학교 운회분교
개정초등학교 운회분교는 전라북도 군산시 개정면 당산1길 20 (운회리)에 있었던 초등학교 분교이다.

## 연혁
- 1970년 9월 1일 개정국민학교 운회분교장 설립인가
- 1971년 3월 1일 운회국민학교로 개교
- 1996년 3월 1일 운회초등학교로 교명 변경
- 1997년 3월 1일 개정초등학교 운회분교장
- 1999년 3월 1일 본교로 통폐합